# Wonder Boy III: The Dragon's Trap
 (mai 2017).
Si vous disposez d'ouvrages ou d'articles de référence ou si vous connaissez des sites web de qualité traitant du thème abordé ici, merci de compléter l'article en donnant les références utiles à sa vérifiabilité et en les liant à la section « Notes et références ».
Pour les articles homonymes, voir Wonder.
Wonder Boy III: The Dragon's Trap (appelé Monster World II: Dragon no Wana au Japon) est un jeu vidéo de plates-formes dont le Gameplay est fortement orienté RPG, développé par Westone et édité par Sega sorti en 1989 sur Game Gear et Master System. Une version remaniée du jeu a aussi été éditée par Hudson Soft sur PC-Engine en 1991 aux États-Unis et au Japon, respectivement sous le nom de Dragon's Curse et Adventure Island (sans lien avec la série du même nom en occident). Il s'agit du quatrième épisode de la série Wonder Boy, du deuxième de la série Monster World et suite directe de Wonder Boy in Monster Land.
Un remake développé par Lizardcube et publié par DotEmu, intitulé Wonder Boy: The Dragon's Trap, est sorti en avril 2017 sur Nintendo Switch, PlayStation 4 et Xbox One et en juin 2017 sur PC.
Une version PlayStation 5 a également été mise sur le marché en octobre 2022.

## Système de jeu
Après que le héros Book a battu le dragon robotisé, il est victime d'une malédiction : il est transformé en dragon (Lizard-Man). Il devra, au cours du jeu, subir différentes transformations (chacune lui conférant des habilités particulières) pour trouver la Salamander Cross et retrouver sa forme humaine.
L'aventure débute dans un village central à partir duquel les différents personnages qu'incarne le joueur pourront commencer leur quête grâce à leurs capacités propres. Le jeu est continu et n'est pas découpé en niveaux. La puissance des ennemis et des passages seulement franchissables par certains personnages sont les seuls éléments qui structurent l'aventure.

### Caractéristiques
Le personnage possède trois caractéristiques qui donnent une touche de RPG à ce jeu de plateformes :
- AP : Attack points qui définissent la force du héros ;
- DP : Defense points qui définissent la défense du héros ;
- CP : Charm points qui définissent le charisme du héros.

Ces trois caractéristiques dépendent de la forme du héros, de son équipement et des pierres de charme qu'il possède.

### Transformations et particularités
| Forme       | AP  | DP | CP |
| ----------- | --- | -- | -- |
| Lizard-man  | 0   | 0  | 0  |
| Mouse-man   | 60  | 20 | 40 |
| Piranha-man | 50  | 40 | 10 |
| Lion-man    | 90  | 50 | 50 |
| Hawk-man    | 30  | 10 | 20 |
| Hu-man      | 100 | 55 | 56 |

- Lizard-man : ne dispose pas de bouclier pour se défendre, mais a la capacité de projeter des flammes (attaque à distance) et peut se baisser. Peut se déplacer naturellement dans la lave.
- Mouse-man : sa petite taille lui permet de se faufiler dans certains passages minuscules, et il peut marcher sur certaines surfaces en « damier ». Son allonge est en revanche très réduite.
- Piranha-man : sait nager.
- Lion-man : très puissant, peut attaquer au-dessus et au-dessous de lui. Lion-man est un homme-tigre (Tiger-man) dans Dragon's Curse sur PC-Engine.
- Hawk-man : peut voler, mais ne supporte pas l'eau ;
- Hu-man : peut se baisser. Personnage le plus puissant.
- Invisible-man : complètement invisible après une sortie « Exit » avec l'épée magique « Magical Saber ». Il réapparait lorsqu'il se blesse.

Reconnu comme l'un des tout meilleurs jeux de la Master System[réf. souhaitée], ce jeu a une faible durée de vie, les joueurs confirmés ne mettront que 4 h au maximum pour le finir.

### Équipement
Il est possible d'acheter des épées, des boucliers et des armures dans les différentes boutiques qui parsèment le jeu. Leur prix varie de quelques pièces d'or à plusieurs milliers pour les plus chers.
Les marchands sont plutôt difficiles et n'accepteront de vendre qu'à partir d'un certain seuil de charisme (CP).

### Système de sauvegarde
Dans la cartouche d'origine, la sauvegarde de la progression n'est pas possible. On peut obtenir auprès d'un personnage non joueur un mot de passe qui permet de poursuivre le jeu, le cas échéant, avec quasiment les mêmes statistiques. Ce système de récupération de la progression par codes permet aussi l'utilisation de nombreux codes secrets par exemple le code : WE5T ONE.
Code avec tout l'équipement : 3YGU PYZ ZY7K NRR.

### Secret
Il est possible de provoquer un court circuit avec un tournevis entre les pattes d'un microcontrôleur PIC de la Master System I démontée, pour une reconversion de la "Master System" en "SG-1000 Mark II" version Japonaise. Un autre titre que la page d'accueil habituellement de "Wonder Boy III" avec le château à côté à la place du titre "Monster World II" avec un éclair sur le "II". Mais le jeu ne change absolument pas.

## Équipe de développement
- Réalisateur : Ryuichi Nishizawa
- Programmeur : Takanori Kurihara
- Designer : Hiromi Kurihara
- Compositeur : Shinichi Sakamoto

## Réédition et remake
Dragon's Curse est réédité en 2007 sur la Console virtuelle de la Wii.
Un remake développé par Lizardcube et publié par DotEmu, intitulé Wonder Boy: The Dragon's Trap, est sorti en avril 2017 sur Nintendo Switch, PlayStation 4 et Xbox One et en juin 2017 sur PC.